# بريستو آدامز
بريستو آدامز (بالإنجليزية: Bristow Adams)‏ هو صحفي أمريكي، ولد في 11 نوفمبر 1875، وتوفي في 1956.